# Złota Góra (Brodnica Górna)
Złota Góra (kaszub. Złòtô Góra) – część wsi Brodnica Górna w Polsce. położona w województwie pomorskim, w powiecie kartuskim, w gminie Kartuzy. Wchodzi w skład sołectwa Brodnica Górna.
W latach 1975–1998 Złota Góra administracyjnie należała do województwa gdańskiego.
W pierwszą niedzielę lipca u podnóża wzniesienia Złota Góra odbywa się corocznie Truskawkobranie – największa plenerowa impreza na Kaszubach. 